# Inghilterra settentrionale

I confini dell'Inghilterra settentrionale secondo la definizione prevalente

L'Inghilterra settentrionale (in inglese Northern England o the North of England o semplicemente the North) è un'area geografica e culturale, corrispondente alla parte settentrionale dell'Inghilterra. 
Secoli di migrazioni, invasioni e trasferimento di manodopera hanno plasmato la cultura del territorio, che conserva dialetti, musica e cucina distintivi.

## Geografia
Sebbene la definizione precisa possa variare, in genere si intendono comprese nei suoi confini le tre regioni statistiche dell'Inghilterra del Nord Ovest, Nord Est, e Yorkshire e Humber. Così definita, l'area ha una popolazione complessiva di circa 14,9 milioni in base al censimento del 2011, e un'area di 37 331 km² (14 414 miglia quadrate).
La capitale storica della regione è York, città importante fin dall'epoca romana, mentre le aree urbane più estese sono quelle di Manchester e Liverpool.
Ricca di paesaggi naturali, la regione ha quattro parchi nazionali.

## Storia
Storicamente l'Inghilterra del Nord si identifica con il regno anglosassone di Northumbria, esistito dal VII al X secolo, e con i regni precedenti di Deira e Bernicia. Precedentemente la regione era divisa in una serie di regni brittonici, che complessivamente formavano quello che era definito Yr Hen Ogledd, ovvero "il vecchio nord", e vi era parlato il cumbrico, una lingua brittonica oggi estinta. La conquista normanna portò grandi devastazioni nell'area, conosciute come Harrying of the North.
In tempi moderni, l'Inghilterra settentrionale fu una delle sedi della rivoluzione industriale e vide l'esplosione di alcune aree urbane come quelle di Manchester, Liverpool, Leeds e Sheffield. Nel XXI secolo l'economia si è progressivamente convertita al settore terziario, anche se la deindustrializzazione ha colpito duramente la regione e molte città restano economicamente svantaggiate rispetto a quelle dell'Inghilterra meridionale.
I progetti di rinnovamento urbano e la transizione verso la terziarizzazione hanno portato a una forte crescita economica in alcune parti dell'Inghilterra settentrionale, ma rimane un netto divario nord-sud sia nell'economia che nella cultura.